# 新川帆立
新川 帆立（しんかわ ほたて、1991年〈平成3年〉2月21日 - ）は、日本の小説家、弁護士。本人はミステリー作家と分類されることを好んでいない。元最高位戦日本プロ麻雀協会所属のプロ雀士。
宮崎大学教育学部附属中学校、茨城県立土浦第一高等学校を経て、東京大学法学部卒業。同法科大学院修了。
2020年10月、『元彼の遺言状』で宝島社主催の第19回『このミステリーがすごい！』大賞を受賞し、翌2021年1月にデビュー。同月の末にて弁護士を休職し、作家業に専念している。ボストンを経てシカゴに在住。
日本推理作家協会、日本SF作家クラブ会員。

## 来歴
アメリカ合衆国テキサス州ダラスに生まれる。生後、半年ほどで宮崎県宮崎市に移住する。幼少期より「ハリー・ポッター」シリーズや『ナルニア国物語』などのファンタジー、『シャーロック・ホームズ』シリーズやアガサ・クリスティーの作品を愛読した。宮崎大学教育学部附属中学校を卒業後、父親の単身赴任に伴い茨城県立土浦第一高等学校に進学。高校時代は囲碁部に所属し、全国大会への出場経験もある。囲碁部に入部した流れで麻雀も覚え、熱中する。16歳の時に読んだ夏目漱石の『吾輩は猫である』に感銘を受けて作家を志す。しかし、長期戦となることを覚悟し、まずは収入に困らない国家資格を取得して専門職に就くことを目指す。医師を目指して東京大学の前期試験で理科三類を受験するも不合格。後期試験に合格し文科一類に入学、弁護士を目指して法学部に進学した。卒業後は東京大学法科大学院に進学。修了した年に24歳で司法試験に合格。司法修習中には最高位戦日本プロ麻雀協会プロテストに首席で合格し、1年間だけプロ雀士として活動。2017年1月に弁護士登録し、大手法律事務所に入所。残業が月150〜160時間の生活が続き、小説を書く時間も捻出できない中、体調を崩して倒れたことをきっかけに弁護士事務所を退所。企業内弁護士となり、小説を執筆する。勤務先では、契約書作成、契約交渉、紛争解決、コンプライアンスなど、企業が直面する法的問題全般を幅広く担当。27歳の時に山村正夫記念小説講座の受講を開始。元編集者に添削してもらい、創作仲間と切磋琢磨する。2020年、『元彼の遺言状』（応募時タイトル「三つ前の彼」）で第19回『このミステリーがすごい!』大賞を受賞。2021年より弁護士を休職し、作家業に専念する。

## 家族
- 東大法科大学院の同級生で弁護士の夫（事実婚関係）がいる。都内で二人暮らしをしていたが、夫の仕事の都合でアメリカ合衆国に転居。ボストン暮らしを経て、2021年8月よりシカゴ在住[3][4][5][17]。
- 両親や親戚が住む宮崎県には年に2、3回帰省。父は医師、母は看護師。3人兄弟の次女、2歳ずつ離れており、姉は薬剤師、弟は医師。実家には愛猫4匹がいる[3]。

## 受賞歴
- 2020年：第19回『このミステリーがすごい！』大賞 大賞受賞（『元彼の遺言状』）[6]
- 2025年：第1回アルパカ文学賞[注 1]大賞受賞（『ひまわり』）[18]
- 2025年：第38回山本周五郎賞受賞（『女の国会』）[19]

## ミステリ・ランキング
- 週刊文春ミステリーベスト10
  - 2021年 - 『元彼の遺言状』18位

## 作品リスト

### 単行本

#### 弁護士・剣持麗子シリーズ
- 『元彼の遺言状』（2021年1月 宝島社 / 2021年10月 宝島社文庫）
- 『倒産続きの彼女』（2021年10月 宝島社 / 2022年10月 宝島社文庫）
- 『剣持麗子のワンナイト推理』（2022年4月 宝島社 / 2024年5月 宝島社文庫）

#### 『競争の番人』シリーズ
- 『競争の番人』（2022年5月 講談社）
- 『競争の番人 内偵の王子』（2022年8月 講談社）

#### その他の小説
- 『先祖探偵』（2022年7月 角川春樹事務所 / 2023年11月 ハルキ文庫）
- 『令和その他のレイワにおける健全な反逆に関する架空六法』（2023年1月 集英社）
  - 収録作品：動物裁判 / 自家醸造の女 / シレーナの大冒険 / 健康なまま死んでくれ / 最後のYUKICHI / 接待麻雀士
- 『縁切り上等！ 離婚弁護士 松岡紬の事件ファイル』（2023年6月 新潮社）
- 『女の国会』（2024年4月 幻冬舎）
- 『ひまわり』（2024年11月13日、 幻冬舎）
- 『目には目を』（2025年1月31日、 KADOKAWA）
- 『魔法律学校の麗人執事 1 ウェルカム・トゥー・マジックローアカデミー』（2025年3月27日 → 2025年8月20日予定[20]、 実業之日本社→幻冬舎、挿絵：悌太）

#### エッセイ
- 『帆立の詫び状 てんやわんや編』（2023年2月 幻冬舎文庫）
- 『帆立の詫び状 おっとっと編』（2024年6月 幻冬舎文庫）

### 雑誌等掲載作品
小説
- 「ラスト・セックス」 - 『an・an』No. 2257（2021年7月14日号）
- 「接待麻雀士」 - 『小説すばる』2021年9月号
- 「さとねり」 - 『田舎暮らしの本』2021年11月号
- 「動物裁判」 - 『小説すばる』2021年12月号
- 「競争の番人」 - 『小説現代』2021年12月号 - 2022年3月号連載
  - 「競争の番人2」（後に「競争の番人 内偵の王子」に改題） - 『小説現代』2022年7月号 - 2022年8月号連載
- 「雪吊り殺人事件」 - 『北國新聞』2021年12月25日朝刊
- 「自家醸造の女」 - 『小説すばる』2022年4月号
- 「健康なまま死んでくれ」 - 『小説すばる』2022年6月号
- 「誰にも言えないお熱な物語」 - 『3分で読める！ 誰にも言えない○○の物語』（宝島社文庫、2022年5月）
- 「シレーナの大冒険」 - 『小説すばる』2022年9月号
- 「詐欺師だョ！全員集合」 - 『Jミステリー2022 FALL』（光文社文庫、2022年10月）
- 「東大生のウンコを見たいか？」 - 『東大に名探偵はいない』（KADOKAWA、2023年1月）
- 「刑事第一審訴訟事件記録 玲和五年（わ）第四二七号」 - 『NOVA 2023年夏号』（河出文庫、2023年4月）
- 「ヤツデの家」 - 『オール讀物』2023年月号、『禁断の罠』（文春文庫、2023年12月）
- 「ひまわり」 - 『日本海新聞』、『山口新聞』2023年2月 - 12月

エッセイなど
- 「受賞のコトバ」 - 『公募ガイド』2021年2月号
- 「私的偉人伝」 - 『小説すばる』2021年2月号
- 「著者に訊く 新川帆立『元彼の遺言状』」 - 『別冊文藝春秋』2021年3月号
- 「わたしの東京」 - 『小説新潮』2021年7月号
- 「第二の人生選んだ人」 - 『Maybe!』vol.11（2021年6月29日、小学館）
- 「公正取引委員会ってどんなところ？」 - 『小説現代』2021年12月号
- 「異色鼎談／弁護士になるか、作家になるか？」（五十嵐律人、織守きょうやとの鼎談） - 『小説現代』2021年12月号
- 「地図とは何か。建築とは何か。そして、小説とは何か。」（小川哲との対談） - 『小説すばる』2022年9月号

解説
- 結城真一郎『名もなき星の哀歌』（新潮文庫、2021年10月）
- 小泉喜美子『死だけが私の贈り物』（徳間文庫 トクマの特選！、2021年11月）

## メディア出演
- フジテレビ『セブンルール』（2021年2月23日放送）
- ABEMA『麻雀最強戦2021 著名人最強決戦』（2021年5月15日放送）
- あの本、読みました?（2024年11月21日、BSテレ東/BSテレ東4K）